# Cyril Alexandrijský

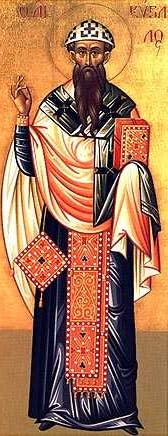
Ikona sv. Cyrila Alexandrijského

Svatý Cyril Alexandrijský (řecky Κυριλλοσ Kyrillos, latinsky Cyrillus, kolem 376 – 27. června 444) byl teologem a alexandrijským patriarchou. Patří mezi významné církevní Otce. Katolická církev jej roku 1883 prohlásila za učitele církve, je uctíván jako světec církví katolickou, pravoslavnou a některými protestantskými církvemi. Přesto mnohé podrobnosti Cyrilova životopisu svědčí o jeho netoleranci, svárlivosti a sklonu k agresivitě.
Někdy bývá chybně zaměňován za světce podobného jména, svatého Cyra Alexandrijského († 303), lékaře, po němž bylo pojmenováno egyptské město Abúkir (arabsky Otec Kyr).

## Život
O mládí Cyrila Alexandrijského se dochovaly jen kusé informace v díle Sókrata Scholastika a několika dalších pramenech. Jako chlapec studoval rétoriku, antickou filozofii i křesťanskou teologii včetně děl Origéna a Eusebia. Kolem roku 390 vstoupil do kláštera. Další vzestup v politické i církevní kariéře mu umožnilo především rodinné zázemí, neboť byl synovcem alexandrijského patriarchy Theofila. Ambiciózní a někdy až krutý Theofilos, který byl bratrem Cyrilova otce, si mladíka vědomě vybral za svého nástupce. Roku 403, kdy byl již knězem, doprovázel do Konstantinopole delegaci na synodu Ad quercum. Již na této synodě se projevila Cyrilova rétorická obratnost, vysoké ambice, ale také svárlivost a arogance. Pro své nevhodné vystupování a vyvolávání sporů se tehdy dočkal od sv. Jana Zlatoústého důtky a vypovězení z Konstantinopole. Spor s Janem Zlatoústým měl smutné následky. Intriky Theofila i samotného Cyrila měly podíl na odstranění Jana Zlatoústého z pozice Konstantinopolského patriarchy a tím nesou nepřímo vinu na Janově následné mučednické smrti. Chybu svého počínání si Cyril uvědomil až mnohem později, po strýcově smrti.
Když Theofilos 15. října 412 zemřel, na alexandrijský biskupský stolec nastoupil Cyril. Stalo se tak bez souhlasu císaře. který nesl vzniklou situaci nelibě, neboť se obával, že nový biskup bude jednat ještě nezávisleji než jeho předchůdce. Tyto obavy byly zcela oprávněné. Ambiciózní Cyril hned po nástupu do úřadu doslova uchopil vládu nad městem do svých rukou. Ve svém úřadě si počínal nesmlouvavě a tvrdě, bezmála jako diktátor. Krátce po svém nástupu nařídil uzavřít kostely novatiánů, jež pokládal za heretiky. V roce 413 došlo v Alexandrii ke střetům mezi křesťany a Židy, jež vyostřily provokativní výroky Cyrilova chráněnce Hieraxe. Císařský prefekt Orestes se snažil spory křesťanů a židů mírnit a nechal Hieraxe veřejně popravit. Následně došlo mezi křesťany a židy k pouličním bojům s mrtvými na obou stranách, na což Cyril zareagoval tak, že židy z města vypověděl.
Patriarcha vystupoval také proti přežívajícím zbytkům antického náboženství a vzdělanosti. Cyril stál v pozadí násilných střetů, při nichž docházelo k demonstracím, pouličním bitkám, rabování a nakonec i k vraždám.
Mocichtivému biskupovi se opět postavil do cesty císařský prefekt Orestes, což vyvolalo z Cyrilovy strany ostrou reakci. Biskup do města povolal mnichy z Nitrejské pouště, jež používal jako svou "údernou jednotku". Divocí, fanatičtí pouštní mniši v Alexandrii vyvolali pouliční nepokoje. Jistý mnich Ammon se pokusil Oresta zavraždit, byl však zatčen a popraven. Cyril jej vzápětí označil za mučedníka a pokusil se proti Orestovi poštvat dav lidí. Alexandrijští křesťané se však v tomto případě nenechali zmanipulovat a postavili se na stranu Oresta.
Cyril však podněcoval další nepokoje. Na jaře roku 415 byla zfanatizovaným davem rozsápána novoplatonská filozofka a proslulá matematička Hypatia z Alexandrie. Vražedný útok vyprovokoval a vedl jeden z Cyrilových blízkých spolupracovníků, předčítač Petr, ale Cyrilovu přímou vinu na tomto zločinu nelze prokázat. Jisté je, že patriarcha s Hypatií neměl dobré vztahy, vadilo mu především to, že mezi její žáky patřili vedle novoplatoniků také mnozí křesťané, jež studiem filozofie a matematiky údajně odváděla od víry.
Za své četné přehmaty v biskupském úřadu Cyril stíhán nebyl, neboť se těšil přízni císaře Theodosia II., a především jeho sestry, bigotní křesťanky Aelie Pulcherie.
Roku 428 vyvolal velké rozpory konstantinopolský patriarcha Nestorios, jenž vystoupil s novým christologickým učením, v němž bylo upíráno Panně Marii přízvisko θεοτόκος theotokos (bohorodička). Cyril ve svých listech z let 429 až 430 Nestoriovu nauku ostře, až hrubě napadal. Nakonec požádal roku 430 o stanovisko papeže Celestýna I. Papežem svolaná synoda Nestoriovo učení odsoudila, aniž by se blíže zabývala jeho zkoumáním. Nestorios proto její závěry neuznal.
Císař Theodosius II. se rozhodl situaci vyřešit a roku 431 svolal do Efezu ekumenický koncil.
Cyril se výrazně angažoval ve věci koncilu. Byl rozhodnut prosadit odvolání Nestoria a zavržení jeho učení za použití jakýchkoli prostředků. Do Efezu dorazil v předstihu a pokusil se zmanipulovat císaře a jeho sestru, aby koncil zahájili již několik dní před řádným termínem. Tím chtěl znemožnit zasahování ostatních biskupů. Předčasné zahájení koncilu se mu sice nezdařilo, ale nakonec přece jen dosáhl, mimo jiné i za pomoci úplatků, Nestoriova odvolání a odsouzení. Cyrilovo vítězství však netrvalo dlouho. Svou arogancí si brzy znepřátelil ostatní účastníky koncilu. Byl předvolán před synodu 43 biskupů pod předsednictvím Jana z Antiochie, odsouzen jako svévolník a heretik. V roce 431 byl Cyril sesazen ze svého úřadu, souzen císařem a uvězněn v Efezu.
Vězení napravilo Cyrilův charakter, oslabilo jeho svárlivost a aroganci a prohloubilo v něm upřímnou víru. V žaláři sepsal své stěžejní dílo Explanatio duodecim capitum (známé jako Cyrilových 12 kapitol), v němž přesvědčuje císaře o pravověrnosti své nauky a správnosti svého jednání. Po dvou letech věznění dosáhl Cyril zmírnění trestu na vyhnanství a nakonec i svého propuštění. Před rokem 440 se vrátil do Alexandrie, kde roku 444 zemřel.
Cyrilův episkopát byl dobou vrcholu moci a politického vlivu alexandrijských biskupů. Již za několik let po Cyrilově smrti došlo přičiněním Dioskura k obratu ve sporu s monofyzity. Pravoslavná církev si připomíná Cyrila 9. června, katolická církev 28. června. Papež Lev XIII. prohlásil Cyrila roku 1883 za učitele církve.

## Teologický přínos
Cyril patří mezi světce, jejichž přínos křesťanství a světovým dějinám se týká spíše literárního díla a schopností brilantně formulovat teologické názory a koncepty, než jeho života a činů, prodchnutých patriarchovou svárlivostí a netolerancí. Cyrilovi se dostalo přízviska pečeť Otců. V jeho díle se ustaluje křesťanská nauka o Nejsvětější Trojici a ve sporu s nestoriány se ustaluje pohled na Pannu Marii jako Bohorodičku.
Cyrilova christologie vychází z alexandrijského konceptu Λόγος-σάρξ logos-sarx (Slovo-tělo) přijatého alexandrijskými teology v polovině 3. století. Cyril se proto snaží teologicky ozřejmit tajemství Kristova vtělení tím, že zachovává integritu lidské přirozenosti Logu a zdůrazňuje přitom nadřazenost božské přirozenosti Kristovy nad přirozeností lidskou. Tím se ocitá ve zcela opačné názorové poloze než antiochijská škola. Antiochijští zdůrazňovali autonomii lidské přirozenosti Ježíše Krista. Avšak udělovat tuto autonomii Ježíšovu lidství Cyril chápe jako příklon k nestoriánské herezi. Proto tolik zdůrazňuje jednotu Ježíšovy osoby, která přijímá lidství v jeho celosti. Avšak charakteristiky Ježíše jako člověka a jako Boha (idiomata) nejsou smíšené. Lze je vypovídat zvlášť o jedné i druhé přirozenosti Ježíšově (communicatio idiomatum). Takto postavená nauka o vtělení zdůvodňuje Cyrilovu nauku o Marii coby bohorodičce a nikoli pouze Kristorodičce. Efezský koncil vyhlásil Pannu Marii matkou Ježíše Krista a nikoli pouze matkou jeho lidské přirozenosti.
Cyril ve svých spisech zdůrazňoval přítomnost určité částečky božství v každé živé bytosti, včetně zvířat.

## Literární dílo

### Exegetické spisy
Cyril vyložil ve svých spisech velkou část Bible: Genesis, Exodus, Knihu Izajáš, dvanáct menších proroků, žalmy, Evangelium podle Matouše, Lukáše a Jana a Pavlovy listy. Cyril se snaží o kombinaci literního významu s výkladem typologicko-alegorickým.

### Dogmaticko-polemické spisy
- Thesaurus de sancta et consubstantiali Trinitate – 35 kapitol proti ariánství a eunomiánům
- De sancta et consubstantiali Trinitate – dialog, který se snaží vyložit nauku o Nejsvětější Trojici
- In sanctum Symbolum – výklad Apoštolského vyznání
- Adversus Nestorii blasphemias – spis namířený proti Nestoriovu učení
- De recta fide ad Imperatorem
- Quod unus sit Christus
- Scholia de Incarnatione Unigeniti

### Apologetické spisy
Z apolegetických děl je významné Cyrilovo dílo Contra Iulianum, v němž odpovídá na námitky, které proti křesťanům vznesl císař Julianus ve spisu Libri tres contra Galileos. Ze 30 knih se dochovalo pouhých deset.

### Homiletické spisy
Dochovalo se 22 homilií, především na christologická témata.

### Epistolář
Sbírku Cyrilových listů tvoří 88 dopisů, z nichž některé nejsou autentické a většinou se věnují christologickým a trinitárním tématům doby.